# Tipula longicornis
Tipula longicornis är en tvåvingeart som först beskrevs av Carl von Linné 1758.  Tipula longicornis ingår i släktet Tipula och familjen gallmyggor. Inga underarter finns listade i Catalogue of Life.